# Potrošništvo
Potrošništvo je socialna in ekonomska ureditev, ki spodbuja pridobivanje dobrin in storitev v vse večjih količinah. Z industrijsko revolucijo je množična proizvodnja vodila v pretirano proizvodnjo – ponudba dobrin je prerasla povpraševanje potrošnikov in proizvodna podjetja so se usmerila k načrtovani zastarelosti in oglaševanju za manipuliranje trošenja potrošnikov. Thorstein Veblen v svoji knjigi The Theory of the Leisure Class iz leta 1899 govori o potrošništvu in se ukvarja z vrednotami in ekonomskimi institucijami, ki so se na začetku 20. stoletja porajale s »prostim časom«. Veblen 
v knjigi »vidi dejavnosti in potrošne navade prostega časa kot očitno in posredno potrošnjo in potrato. Oboje se nanaša na prikaz statusa in ne na funkcionalnost in uporabnost«.
V ekonomiji se potrošništvo nanaša na ekonomske politike, ki poudarjajo potrošnjo. V abstraktnem smislu pomeni, da svobodna izbira potrošnikov močno usmerja izbiro proizvajalcev kaj se proizvaja in kako in na ta način usmerja ekonomsko organizacijo družbe. Potrošništvo množično kritizirajo posamezniki, ki se v ekonomiji udeležujejo na drugačen način in strokovnjaki, ki vrednotijo učinke sodobnega kapitalizma na svetu. Strokovnjaki pogosto trdijo, da ima potrošništvo fizične meje.